# 沙龙 (滨海夏朗德省)
沙龙（法語：Charron，法語發音：[ʃaʁɔ̃] ⓘ）是法国滨海夏朗德省的一个市镇，位于该省西北部，属于拉罗谢尔区。

## 地理
沙龙（46°17'40"N, 1°6'23"W）面积37.54 平方千米，位于法国新阿基坦大区滨海夏朗德省，该省份为法国西部滨海省份，北起旺代省，西临大西洋，南至吉倫特省，东南接多爾多涅省，东北接德塞夫勒省接壤，东临夏朗德省。
与沙龙接壤的市镇（或旧市镇、城区）包括：昂迪伊、埃南德、马朗、维勒杜、皮拉沃、圣拉代贡德-德努瓦耶。

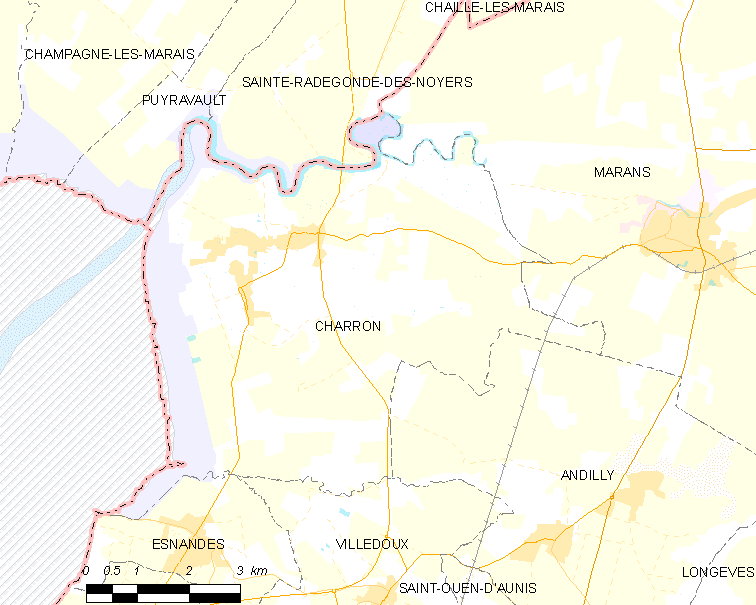
的OSM定位图

沙龙的时区为UTC+01:00、UTC+02:00（夏令时）。

## 行政
沙龙的邮政编码为17230，INSEE市镇编码为17091。

## 政治
沙龙所属的省级选区为马朗县。

## 人口

1962-2008年间人口变化图示

沙龙于2022年1月1日时的人口数量为2014人。